# バトプラジン
バトプラジン(Batoprazine)は、フェニルピペラジン系の薬剤である。抗攻撃行動性であるとされる。5-HT1A受容体及び5-HT1B受容体のアゴニストとして作用する。エルトプラジン、フルプラジン、ナフチルピペラジンと近く、似たような活性と効果を持つ。